# A Ladeira da Saudade
A Ladeira da Saudade, é um romance escrito por Ganymédes José, publicado em 1983.[carece de fontes?]
O livro relata o amor de uma adolescente do século XX, em Ouro Preto, no Brasil. Ao decorrer do livro, cita-se uma obra, "Marília de Dirceu", do árcade Tomás Antônio Gonzaga.

## Sinopse
Após o término de um namoro, a jovem Lília passa alguns dias em Ouro Preto onde faz novas amizades e conhece Dirceu, com quem revive a história de Gonzaga e depois, os dois começam um relacionamento sério para que houvesse uma grande relação entre suas famílias 